# نیشا رائو
نیشا رائو (به انگلیسی: Nisha Rao) وکیل و وکیل دادگستری پاکستانی است.
او یک زن ترنس است.